# Молочный коктейль
Молочный коктейль, или Милкшейк (от англ. milkshake) — десертный напиток на основе молока и мороженого, один из символов американской кухни. Для придания коктейлю разнообразных вкусов в него добавляют разнообразные сиропы, фрукты, ягоды, тёртое печенье, и так далее. Для украшения молочных коктейлей используют взбитые сливки, коктейльную вишню, тёртый шоколад. Количество вариантов молочных коктейлей, с учётом всего этого, практически безгранично.

## История
Когда в 1885 году термин «молочный коктейль» впервые был использован в печати, молочные коктейли были алкогольными напитками на основе виски. Милкшейк был описан, как «крепкий, полезный напиток типа эгг-нога с молоком, виски, сырыми яйцами и т. д., служащий тонизирующим средством, а также лакомством». Однако, 15 лет спустя, к 1900 году термин милкшейк уже относился к «полезным напиткам, приготовленным с использованием шоколадного, клубничного или ванильного сиропа». Примерно тогда же в милкшейк стали добавлять мороженое. К 1930-м годам безалкогольные молочные коктейли уже были популярными напитками в США и продавались в [специализированных кафе-магазинах, торгующих газировкой в розлив (en:soda shop).
История электрического миксера и молочных коктейлей тесно взаимосвязана. До широкого распространения электрических миксеров напитки типа молочных коктейлей были сначала больше похожи на эгг-ног или гоголь-моголь, затем представляли собой смесь молока, сахара, сиропа и колотого льда, которую приходилось сбивать вручную. В 1910 году изобретатель по имени Гамильтон Бич представил свой циклонный смеситель для напитков (прообраз стационарного миксера), и он довольно быстро стал широко использоваться. В 1922 году другой изобретатель, Стивен Поплавский, запатентовал усовершенствованный миксер. С изобретением миксера молочные коктейли начали принимать свою современную — взбитую и пенистую форму.

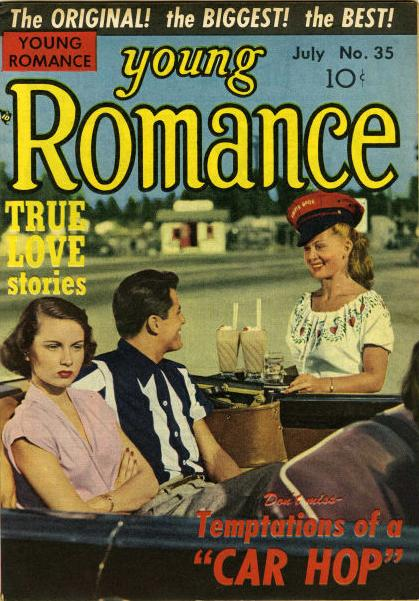
Изображение подачи молочных коктейлей. 1951 год.

Изобретение в 1930-х годах холодильников с фреоновым охлаждением обеспечила способ безопасного и надёжного хранения больших запасов мороженого. В 1936 году изобретатель Эрл Принс использовал базовую концепцию автоматической машины для мороженого с фреоновым охлаждением для разработки мультимиксера, «пятишпиндельного миксера, который мог бы производить пять молочных коктейлей одновременно, все автоматически, и разливать их одним нажатием рычага в ожидающие бумажные стаканчики».
В газетах 1930-х годов термин «замороженный (англ. frosted) милкшейк» использовался для обозначения молочных коктейлей, приготовленных с мороженым. Позднее мороженое стало практически обязательным атрибутом «классического» американского молочного коктейля.
К 1950-м годам популярными местами, где можно было выпить молочные коктейли, были закусочные, где подавались бургеры, прообраз современных точек фаст-фуда. В этих заведениях часто на видном месте демонстрировалась машина для смешивания молочных коктейлей, изготовленная из блестящего хрома или нержавеющей стали.
К тому времени молочные коктейли уже перестали быть исключительно американским напитком, и распространились, первоначально, по другим англоязычным странам, а позднее и по остальным.
В 2006 году Служба сельскохозяйственных исследований США разработала молочные коктейли с пониженным содержанием сахара и низким содержанием жиров для школьных обедов. В таких коктейлях содержится половина количества сахара и только 10 % количества жиров по сравнению со среднестатистическими молочными коктейлями. Такие молочные коктейли также содержат клетчатку и другие питательные вещества, и в них гораздо меньше лактозы, что делает эти коктейли подходящими для людей с умеренной непереносимостью лактозы.
На сегодняшний день молочные коктейли остаются популярным напитком в закусочных на всей территории США. Фирма по исследованию рынка Technomic в 2006 году выпустила исследование, согласно которому средняя цена миклшейка в американской закусочной составляла на тот момент 3,38 доллара, из которых 25 % являлись себестоимостью и 75 % оставались прибылью продавца. Популярны миклшейки и во многих других странах мира.

## Методы приготовления

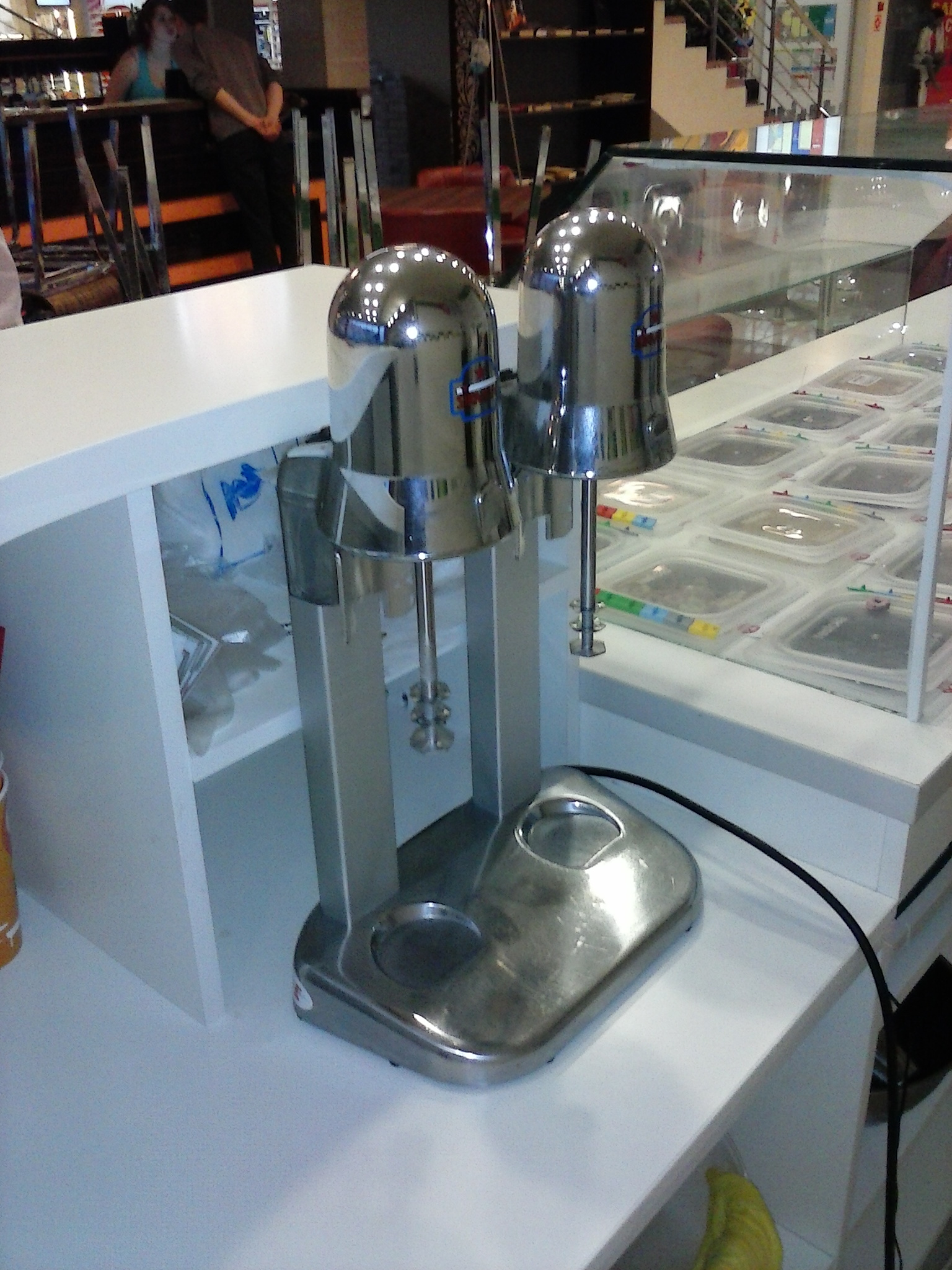
Миксер для молочных коктейлей

Молочные коктейли можно приготовить, взбивая молочную смесь в миксере, шейкере или блендере. В последнее время становятся популярны молочные коктейли на основе безлактозного и растительного молока.
В кафе и ресторанах используется специальный стационарный миксер для молочных коктейлей. Необходимым условием получения нормальной консистенции молочного коктейля является охлаждение ингредиентов и ёмкости до околонулевой температуры.

## Культурный контекст
«Родной средой» для употребления молочных коктейлей является классическая американская закусочная, где, кроме того, подаются бургеры, картошка фри и другие типичные блюда. Такие закусочные в американской культуре до некоторой степени противопоставляются «взрослым» барам в качестве заведений, подходящих для подростков. Поэтому они являются распространённым местом действия многих эпизодов американских фильмов и сериалов, особенно когда их создатели хотят придать сцене молодёжный или ностальгический колорит. Так, в сериале «Ривердейл» значительная часть диалогов между персонажами происходит в закусочной, где они многократно заказывают и пьют молочные коктейли.

## Некоторые варианты молочных коктейлей

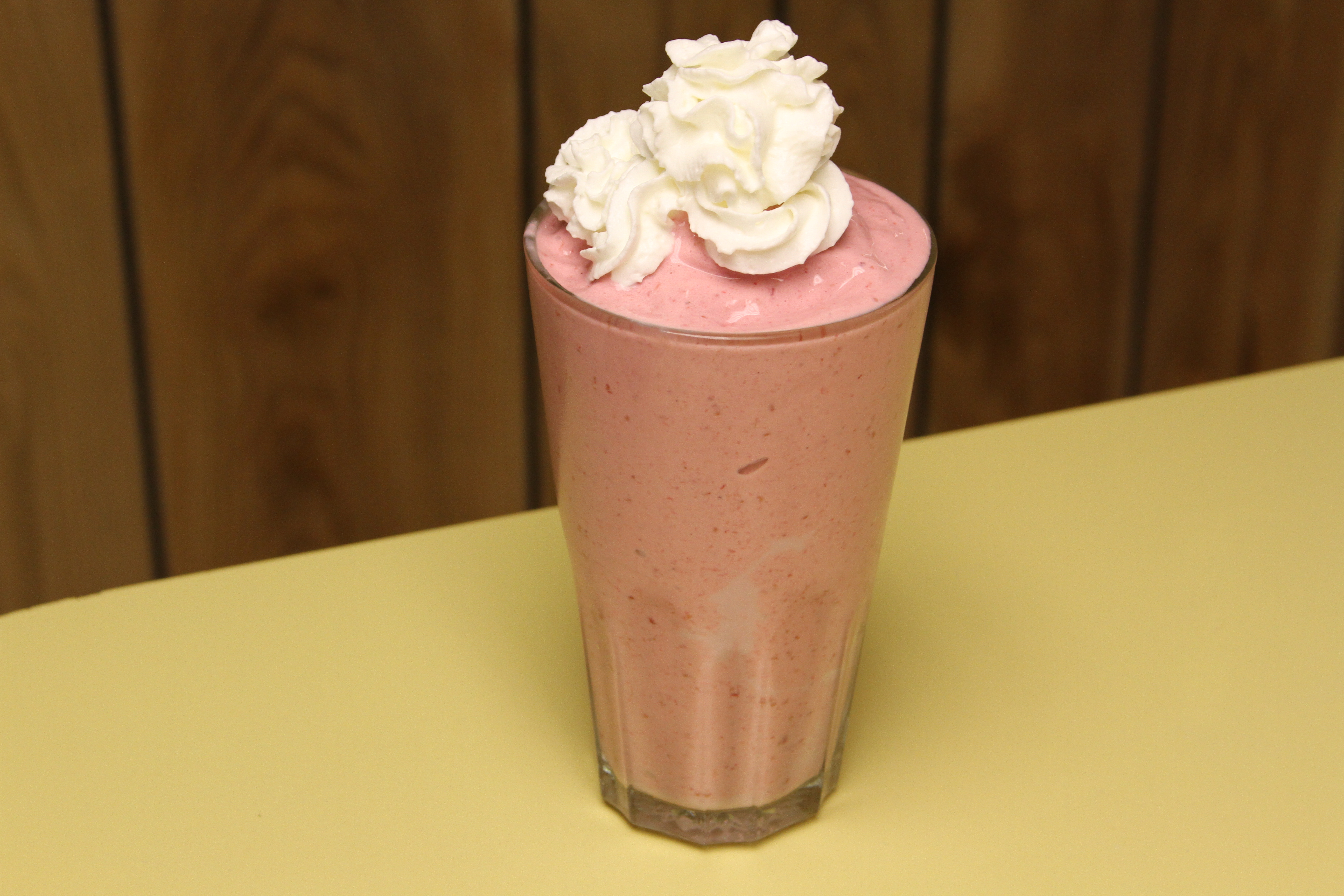
Персиковый.
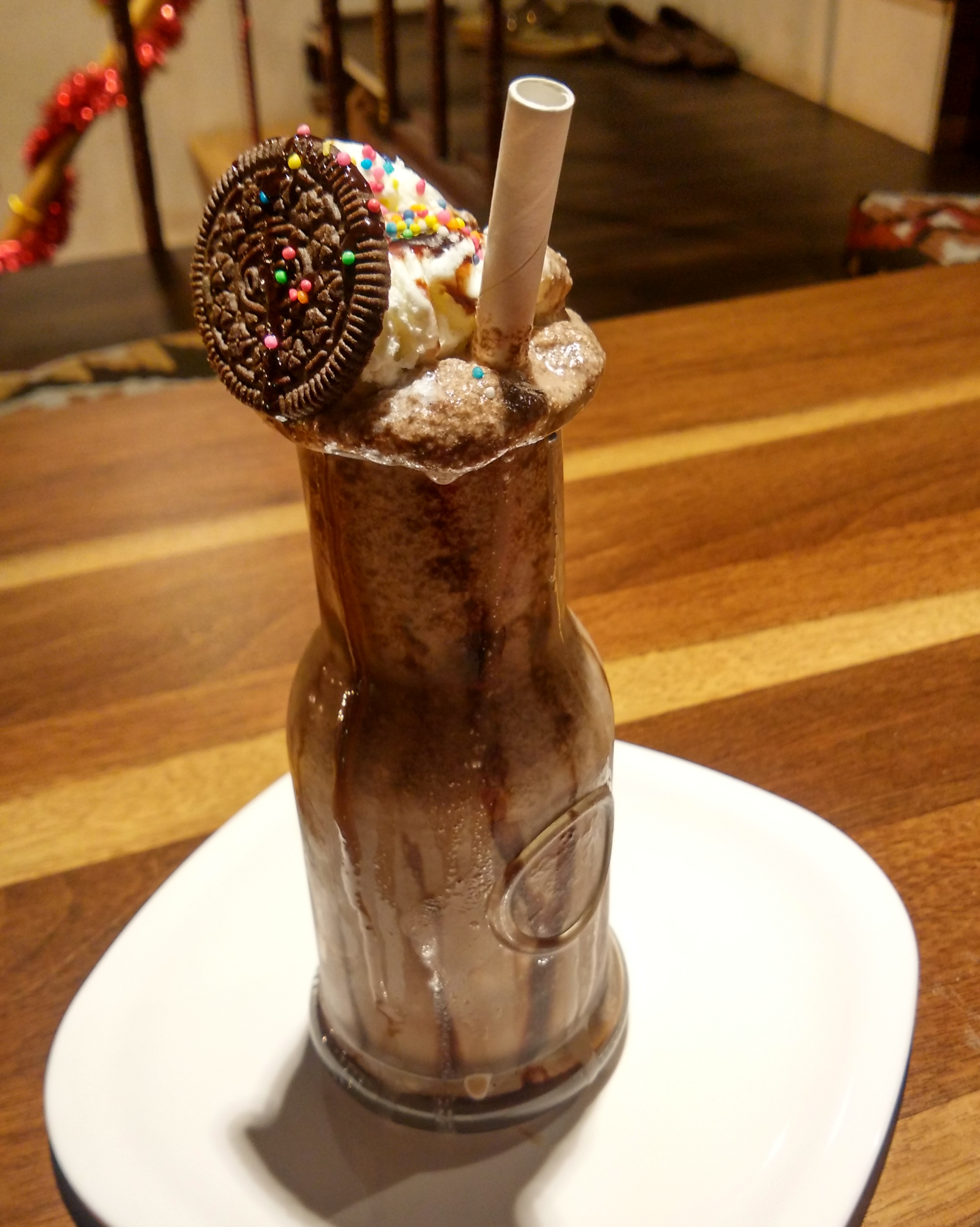
С печеньем.
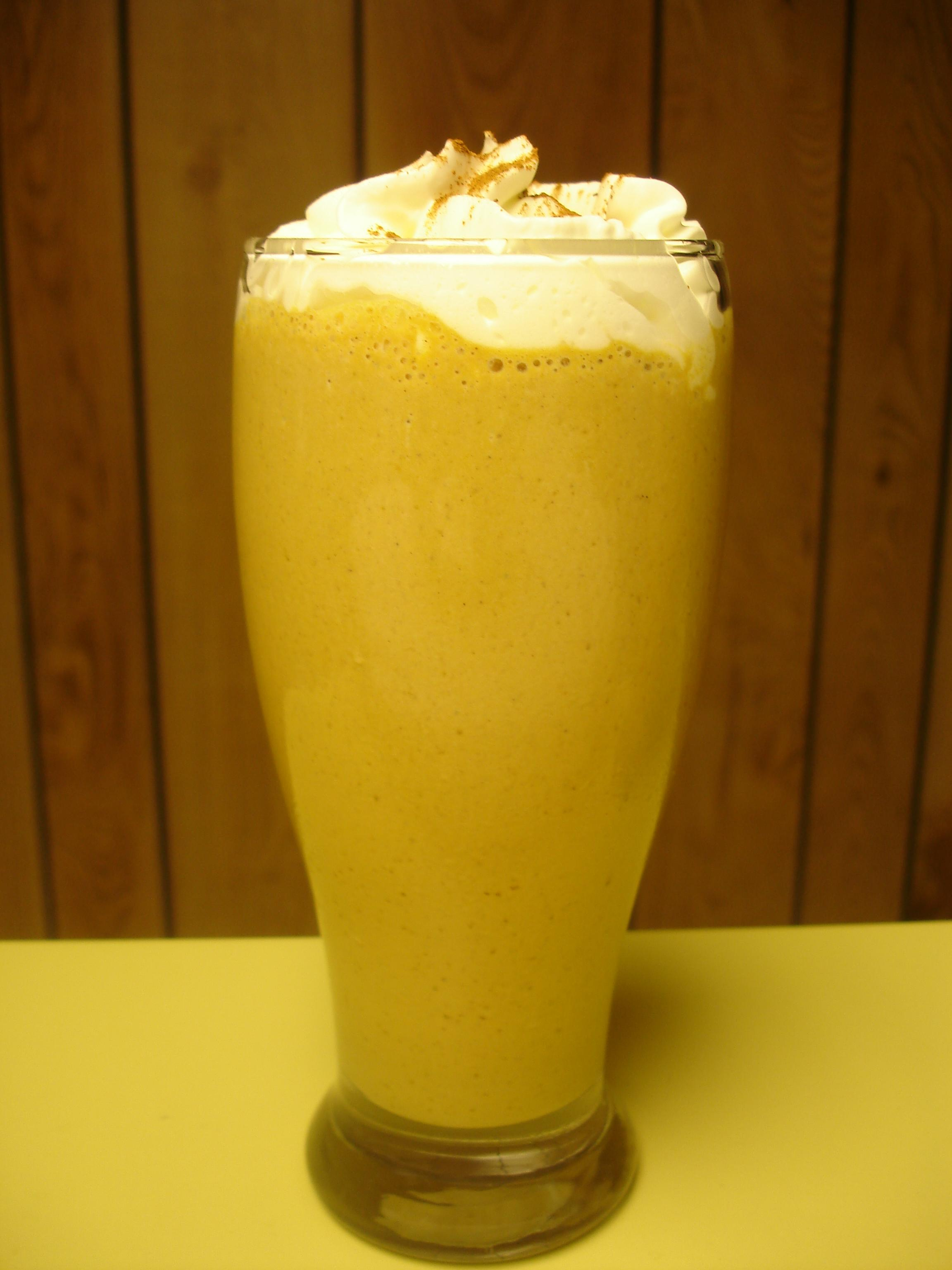
Тыквенный.
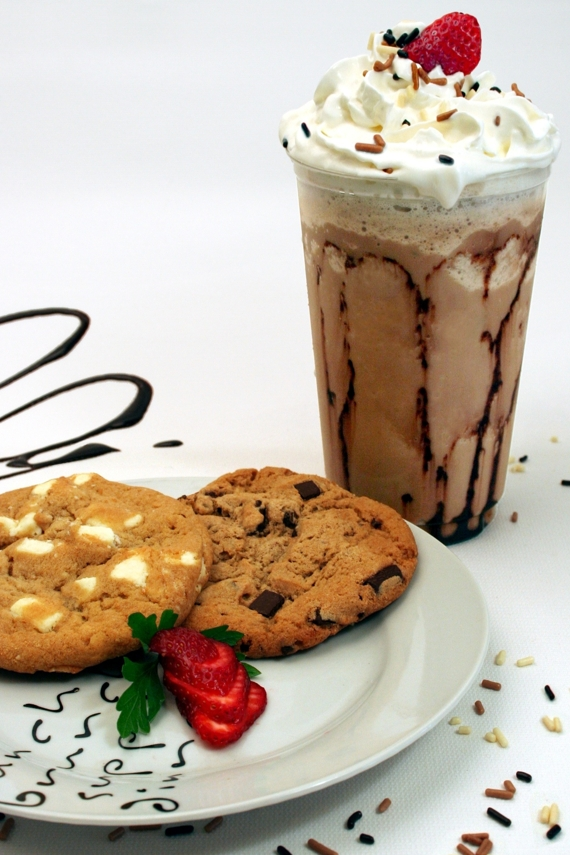
Шоколадный.
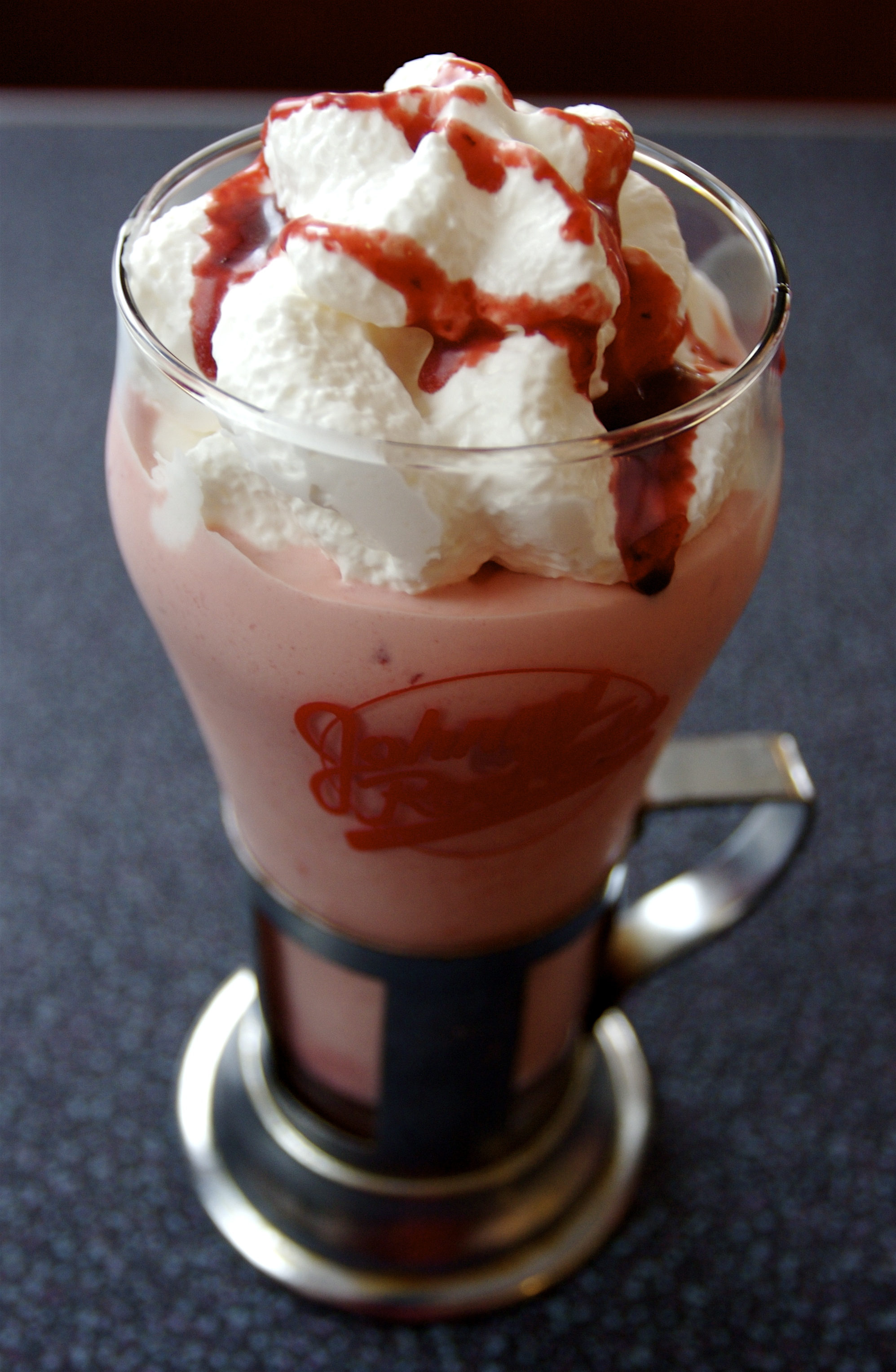
Клубничный.
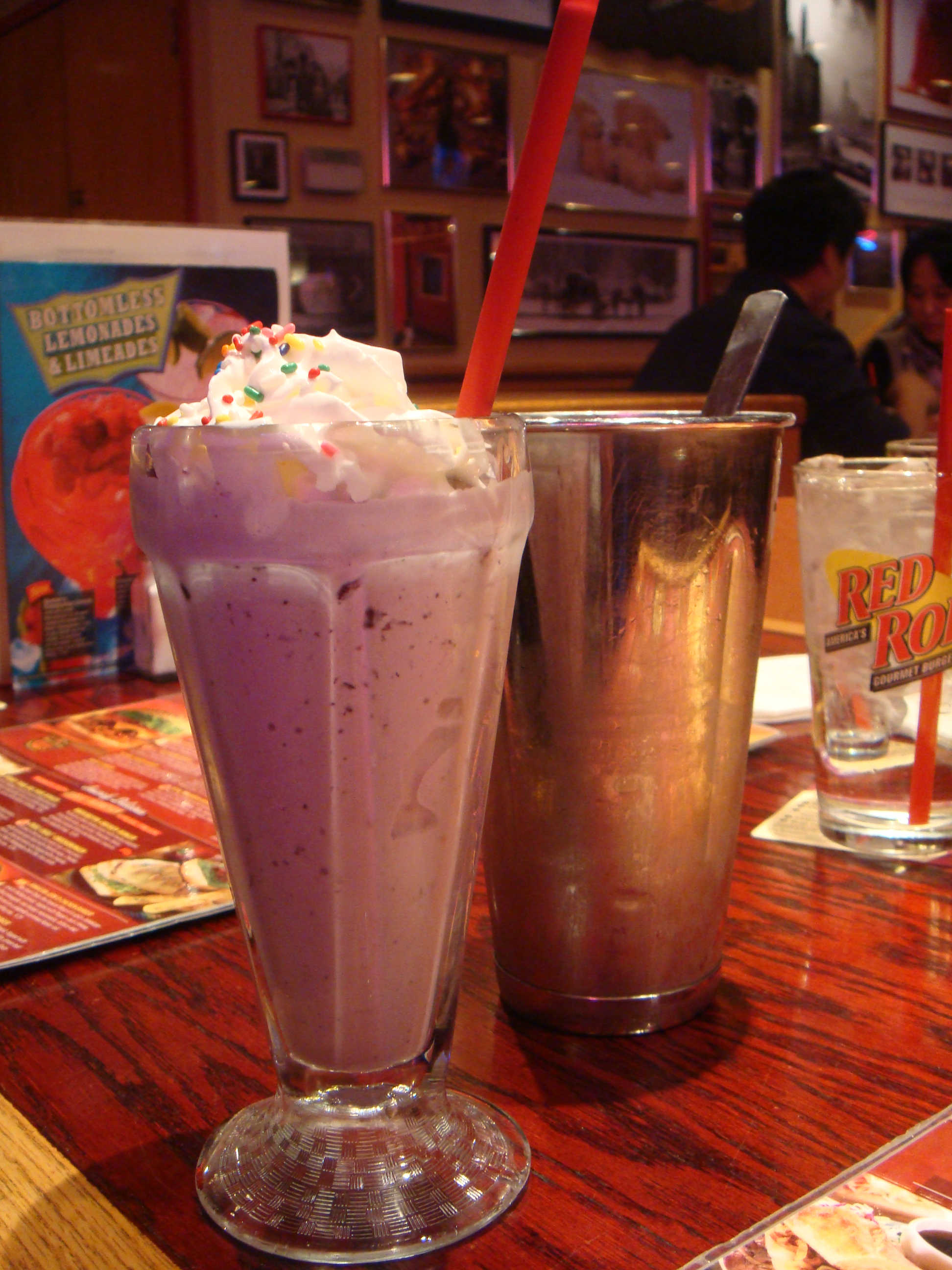
Черничный.
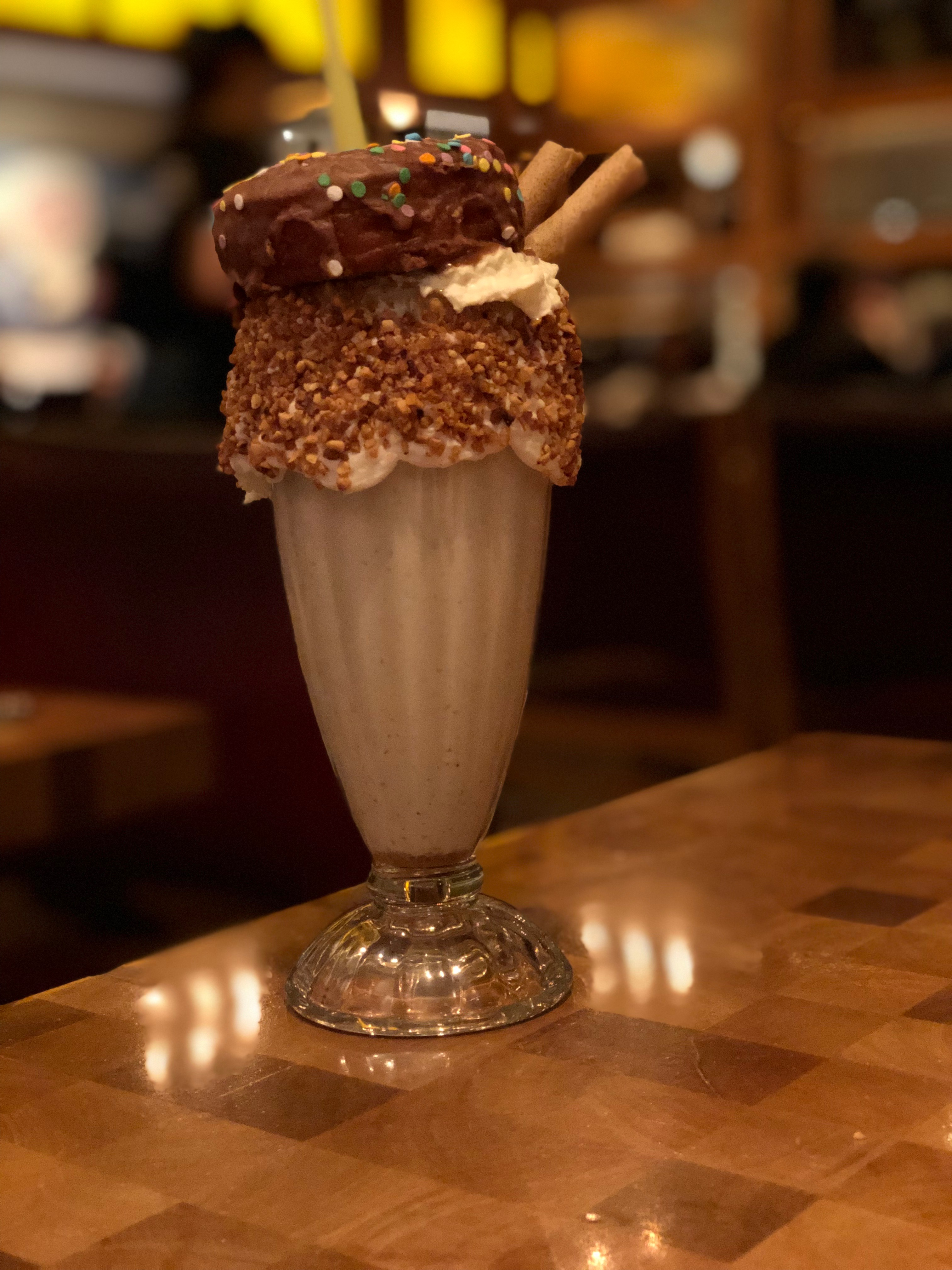
С нутеллой.
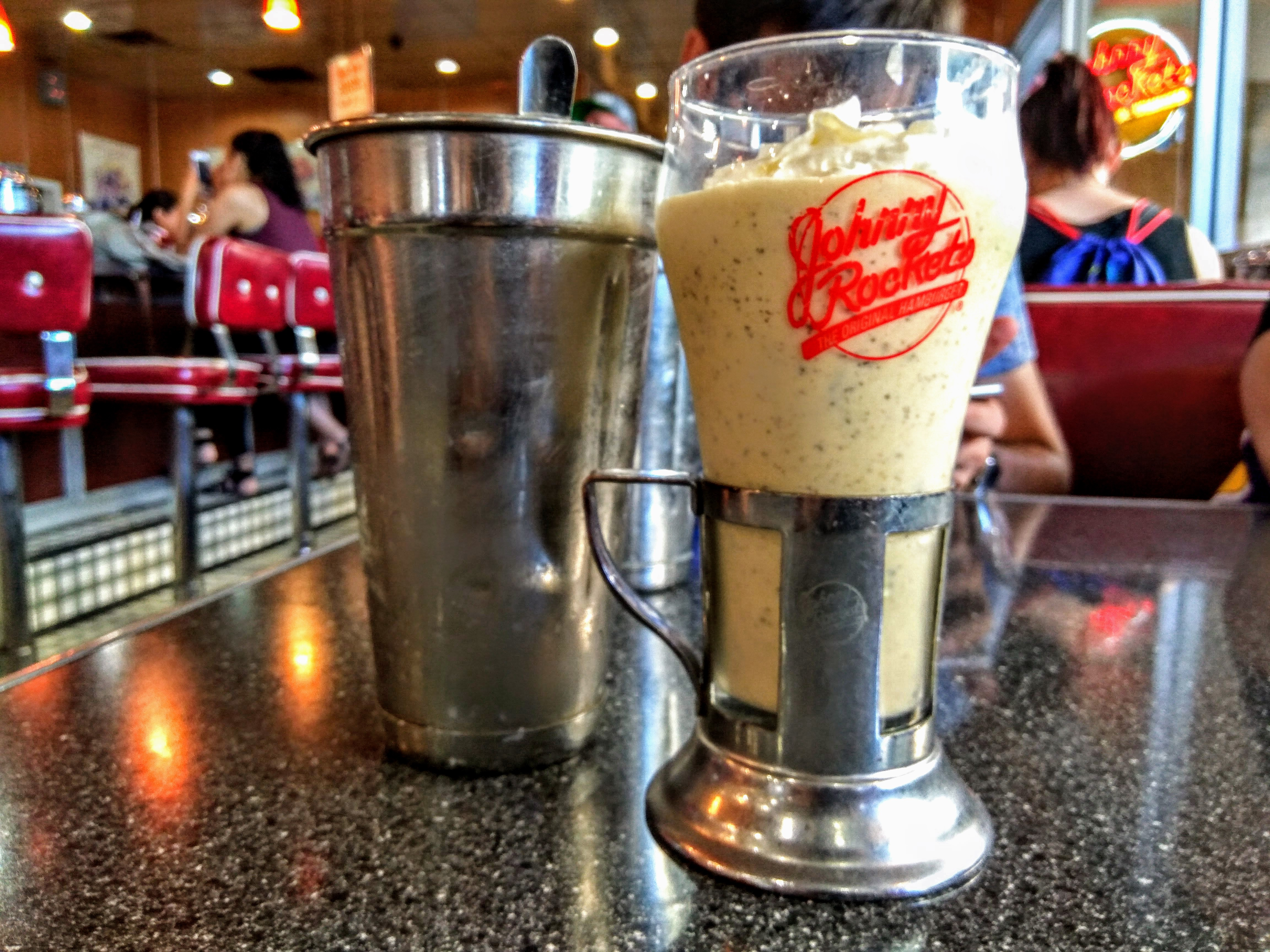
В закусочной в Лос-Анджелесе в классическом антураже.